# Bistum Gaoua
Das Bistum Gaoua (lateinisch Dioecesis Gauensis, französisch Diocèse de Gaoua) ist eine in Burkina Faso gelegene römisch-katholische Diözese mit Sitz in Gaoua.

## Geschichte
Das Bistum Gaoua wurde am 30. November 2011 durch Papst Benedikt XVI. aus Gebietsabtretungen des Bistums Diébougou errichtet und dem Erzbistum Bobo-Dioulasso als Suffraganbistum unterstellt. Erster Bischof wurde Modeste Kambou.
Das Bistum Gaoua umfasst die Provinzen Noumbiel und Poni.